# التصنيفات الدولية لفرنسا
تتضمن هذه المقالة التصنيفات الدولية لفرنسا:

## المدن
- وفق جرد gaWC للمدن العالمية لعام 1999: تعتبر مدينة باريس مدينةً عالمية بتصنيف ألفا.

## التصنيفات الاقتصادية
- صحيفة وول ستريت جورنال ومؤسسة التراث: مؤشر الحرية الاقتصادية لعام 2007، المرتبة 45 من بين 157 دولة
- صندوق النقد الدولي: الناتج المحلي الإجمالي (الاسمي) 2006، المرتبة الخامسة من بين 181 دولة
- قائمة الدول حسب الناتج المحلي الإجمالي - سعر الصرف الرسمي 2019، المرتبة 8 من بين 226 دولة [1]
- المنتدى الاقتصادي العالمي: مؤشر التنافسية العالمية 2006-2007، المرتبة 18 من بين 125 دولة
- البنك الدولي: مؤشر سهولة ممارسة الأعمال، المرتبة 31 من بين 178 دولة
- منظمة السياحة العالمية: تصنيفات السياحة العالمية لعام 2008، المرتبة الأولى في عدد الوافدين السياح
- وفقًا لقائمة فورتشن العالمية 500 لعام 2010، والتي تضم 39 شركة عالمية، تمتلك فرنسا ثالث أكبر عدد من الشركات الأكثر ثراءً من بين 32 دولة [2]

## التصنيفات البيئية
- جامعة ييل: مؤشر الاستدامة البيئية لعام 2005، المرتبة 36 من بين 146 دولة
- مؤسسة الاقتصاد الجديد: مؤشر الكوكب السعيد لعام 2006، المرتبة 129 من بين 178 دولة

## مؤشرات العولمة
- KOF: مؤشر العولمة 2007، المرتبة السادسة من بين 122 دولة
- AT Kearney / مجلة السياسة الخارجية: مؤشر العولمة 2006، المرتبة 23 من بين 62 دولة

## التصنيفات العسكرية
- المرتبة الخامسة من حيث الإنفاق العسكري من بين 170 دولة.
- مركز الدراسات الاستراتيجية والدولية: القوات النشطة، في المرتبة 21 من بين 166 دولة

## التصنيفات السياسية
- منظمة الشفافية الدولية: مؤشر مدركات الفساد لعام 2007، المرتبة 19 من بين 179 دولة
- مراسلون بلا حدود: مؤشر حرية الصحافة العالمي لعام 2007، المرتبة 31 من بين 169 دولة
- وحدة الاستخبارات الاقتصادية: مؤشر الديمقراطية لعام 2007، المرتبة 24 من بين 167 دولة
- مجلة صندوق السلام والسياسة الخارجية: مؤشر الدول الفاشلة 2007، المرتبة 157 من بين 177 دولة

## التصنيفات الاجتماعية
- وحدة الاستخبارات الاقتصادية: مؤشر جودة الحياة لعام 2005، المرتبة 25 من بين 108 دولة
- الأمم المتحدة: مؤشر التنمية البشرية لعام 2007، المرتبة الثامنة من بين 177 دولة
- عدد السكان في المرتبة 19 من بين 221 دولة

## التصنيفات التكنولوجية
- تصنيفات وحدة الاستخبارات الاقتصادية للجاهزية الإلكترونية لعام 2007، المرتبة 22 من بين 69 دولة
- كتاب حقائق العالم: عدد مستخدمي الإنترنت، المرتبة العاشرة من بين 80 دولة
- المنظمة العالمية للملكية الفكرية: مؤشر الابتكار العالمي 2024، المرتبة 12 من بين 133 دولة [3]

## التصنيفات الدولية
| منظمة                         | استطلاع                             | تصنيف     |
| ----------------------------- | ----------------------------------- | --------- |
| البنك الدولي                  | إجمالي الناتج المحلي الإجمالي، 2009 | 5 من 144  |
| معهد الاقتصاد والسلام         | مؤشر السلام العالمي                 | 30 من 144 |
| مراسلون بلا حدود              | مؤشر حرية الصحافة العالمي 2005      | 30 من 167 |
| منظمة الشفافية الدولية        | مؤشر مدركات الفساد 2008             | 18 من 163 |
| برنامج الأمم المتحدة الإنمائي | مؤشر التنمية البشرية (2009)         | 8 من 182  |